# NGC 4619
NGC 4619 is een balkspiraalstelsel in het sterrenbeeld Jachthonden. Het hemelobject werd op 1 mei 1785 ontdekt door de Duits-Britse astronoom William Herschel.

## Synoniemen
- UGC 7856
- MCG 6-28-18
- ZWG 188.14
- IRAS 12393+3520
- PGC 42594